# Randolph, New Hampshire
Randolph är en kommun (town) i Coos County i delstaten New Hampshire, USA med cirka 339 invånare (2000).